# Pedaria fernandezi
Pedaria fernandezi là một loài bọ cánh cứng trong họ Bọ hung (Scarabaeidae).